# Oxypilus tanzanicus
Oxypilus tanzanicus es una especie de mantis de la familia Hymenopodidae.

## Distribución geográfica
Se encuentra en Tanzania.